# Levara
Levara est un groupe américain de synthrock, originaire de Los Angeles, en Californie.

## Histoire
Le groupe est formé à la fin 2020 par Jules Galli, Josh Devine, ainsi que Trev Lukather, fils du guitariste et chanteur Steve Lukather (membre fondateur de Toto),. Avant de former Levara, Trev avait participé à Comin' in Hot, le premier album de Diamante. Le groupe, qui se considère comme un power trio, est basé à Los Angeles.
Fin 2020, Levara signe avec Mascot Records, et annonce son premier album produit par Ethan Kaufmann, pour le printemps 2021. Cet album, éponyme, le 14 mai 2021. « Chaque morceau du premier album [...] émane de l’inspiration tirée de leur vie, et leur mission est de rallier le monde entier pour se connecter avec le groupe ». Il attire l'intérêt de la presse spécialisée,. Entretemps, ils sortent le single Automatic. Après la sortie du premier album, Trev quitte le groupe. Depuis, Levara ne semble plus donner signe d'activité depuis.

## Discographie
- 2021 : Levara
- 2021 : Automatic (single)